# Ненад Стефановић
Ненад Стефановић (Ужице, 31. август 1985) је бивши српски кошаркаш. Играо је на позицијама плејмејкера и бека. Након завршетка играчке каријере ради као кошаркашки тренер, а тренутно је тренер Игокее.

## Играчка каријера
У млађим категоријама је наступао за Партизан, да би сениорску каријеру почео у ОКК Београду. Сезону 2004/05. је провео у краљевачкој Слоги, просечно бележећи 8,1 поен у Суперлиги. У јулу 2005. године се вратио у Партизан, са којим потписује четворогодишњи уговор. Провео је једну сезону у „црно-белом” дресу, освојивши притом титулу првака државе. Одиграо је и 11 утакмица у Евролиги. За сезону 2006/07. се враћа у ОКК Београд. У сезони 2007/08. је променио три тима. Почео је у ФМП-у из Железника, затим је био у пољској екипи Полпак Свјеће након чега је сезону завршио у Могрену из Будве. У сезони 2008/09. је био играч чачанског Борца. Сезону 2009/10. је почео у Металцу из Ваљева, да би почетком 2010. године прешао у Раднички из Крагујевца. Након Радничког, по једну сезону проводи у екипама Тамиша и Смедерева наступајући у Кошаркашкој лиги Србије. У сезони 2012/13. је променио три тима. Почео је у Белим орловима из Стокхолма, затим је на кратко опет био играч Тамиша па се у марту 2013. вратио у Шведску, али у екипу 08 Стокхолм. У сезони 2013/14. је наступао за Жарково у Првој српској лиги, након чега је са 29 година завршио играчку каријеру.

### Тимови[7]
- 2002-2003: ОКК Београд: одиграо једну утакмицу
- 2004-2005: КК Слога: одиграо 14 утакмица
- 2005: потписује четворогодишњи уговор за Партизан
- 2005-2006: КК Партизан II Београд (1Б лига), и Партизан Београд (1A лига): Евролига: 8 утакмица; Јадранска лига: 20 утакмица; Суперлига: 8 утакмица
- 2006-2007: ОКК Београд
- 2007: У септембру 2007. потписује трогодишњи уговор са КК ФМП Железник
- 2007-2008: ФМП Железник: Јадранска лига: 7 утакмица; УЛЕБ куп: 2 утакмице
- У фебруару 2008. године прелази у пољски клуб Полпак Свјеће (пољ. Polpak Świecie): 9 утакмица
- У марту 2008 прелази у КК Могрен Будва
- 2008-2009: КК Борац Чачак: 31 утакмица
- 2009-2010: КК Металац: Кошаркашка лига Србије: 15 утакмица; Балканска лига: 6 утакмица
- У јануару 2010. напушта КК Металац, а у фебруару 2010. прелази у КК Раднички Крагујевац: Кошаркашка лига Србије: 1 утакмица; Јадранска лига: 1 утакмица
- 2010-2011: КК Тамиш Петрохемија Панчево: 26 утакмица
- 2011-2012: КК Смедерево 1953
- 2012-2013: КК Бели орлови Стокхолм
- У фебруару 2013. године прелази у КК Тамиш
- У марту 2013. прелази у КК 08 Стокхолм
- 2013-2014: КК Жарково

## Тренерска каријера
Тренерску каријеру је почео радећи са кадетима Жаркова. Затим је водио београдски КК Витез у Првој српској лиги, да би након тога преузео Земун. У овом клубу је четири године истовремено водио и сениоре и јуниоре. Лета 2020. године је напустио екипу Земуна. У сезони 2020/21. је радио као помоћни тренер у ОКК Београду. Почетком јуна 2021. је постављен за првог тренера ФМП-а.